# Telekom Post SV Bielefeld
Der Telekom Post SV Bielefeld (offiziell: Telekom Post-Sportverein Bielefeld 1930 e.V.) ist ein Sportverein aus Bielefeld. Die Volleyballmannschaft der Männer spielte zwei Jahre in der 2. Bundesliga Nord.

## Geschichte
Der Verein wurde im Jahre 1930 als Post-Sportverein Bielefeld gegründet. Nach einer zwischenzeitlichen Einstellung des Sportbetrieben während des Zweiten Weltkrieges wurde der Verein am 1. April 1949 neu gegründet. Nach der Auflösung der Deutschen Bundespost im Jahre 1994 nahm der Verein seinen heutigen Namen an. Neben Volleyball bietet der Verein Aqua Fit, Badminton, Fitness, Gymnastik, Jogging/Walking, Kegeln, Sie und Er, Tennis und Yoga/Pilates an. Früher bot der Verein auch Leichtathletik an.

## Volleyball
Die erste Volleyballmannschaft der Männer stieg erstmals im Jahre 2002 in die 2. Bundesliga Nord auf, musste aber als Tabellenletzter der Saison 2002/03 prompt wieder absteigen. Den Bielefeldern gelang der direkte Wiederaufstieg in die 2. Bundesliga im Jahre 2004. Aber auch im zweiten Anlauf musste die Mannschaft erneut direkt wieder absteigen. Als Vorletzter der Saison 2004/05 konnten die Bielefelder nur die zweite Mannschaft des VC Olympia Berlin hinter sich lassen. Zwischenzeitlich in die Oberliga abgerutscht, konnten die Bielefelder im Jahre 2015 wieder in die viertklassige Regionalliga West aufsteigen. Ein Jahr später folgte der direkte Wiederabstieg.

## Leichtathletik

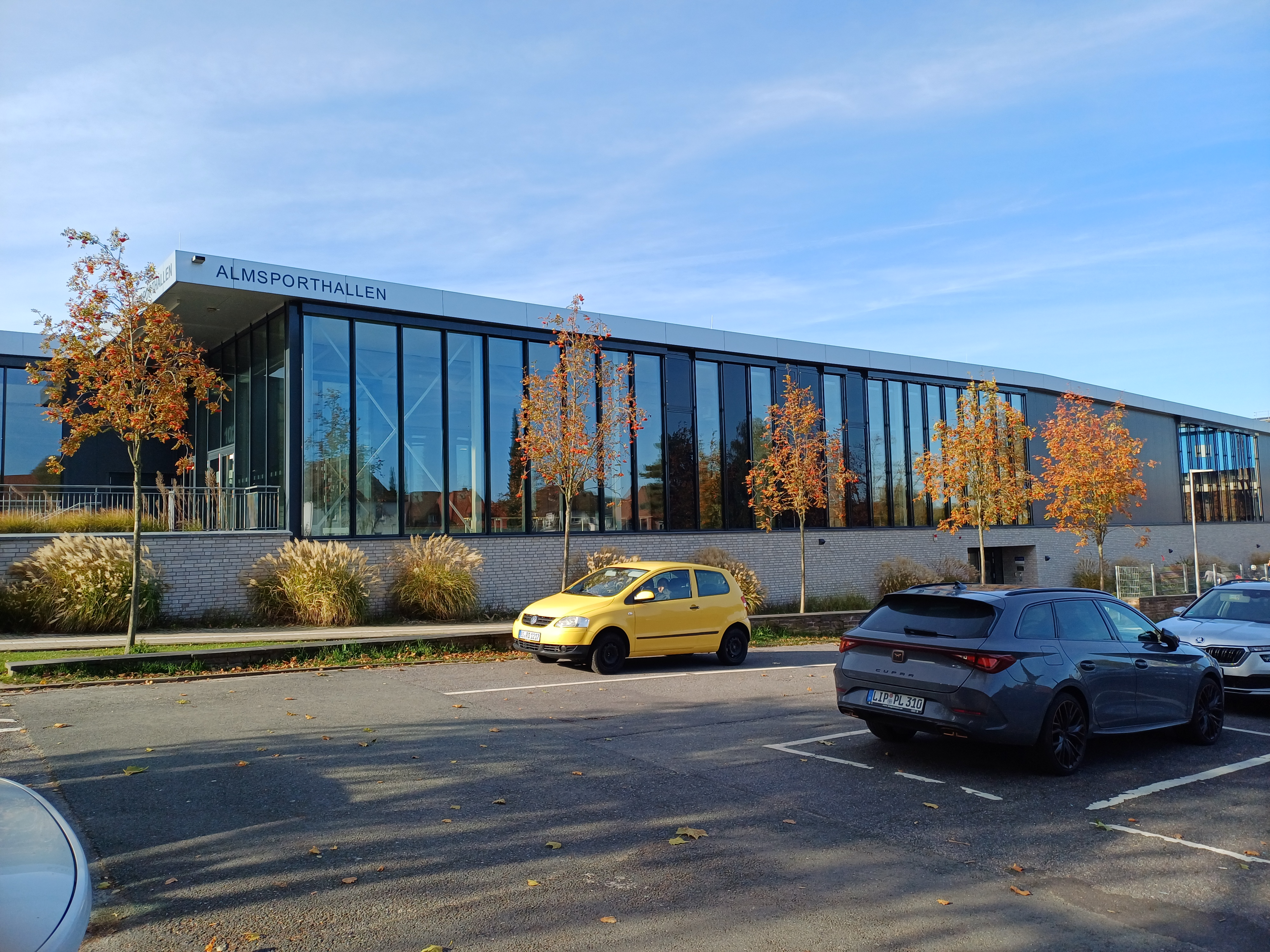
Die Almhalle

Friedrich Guszahn belegte bei den Deutschen Leichtathletik-Meisterschaften 1955 in Frankfurt am Main den vierten Platz im Hochsprung.

## Persönlichkeiten
- Louisa Lippmann spielte für den USC Münster, den Dresdner SC und den SSC Palmberg Schwerin in der Bundesliga und wurde deutsche Nationalspielerin
- Anne-Kathrin Schade, spielte für den USC Münster in der Bundesliga und war Nationalspielerin für die DDR und die Bundesrepublik